# Tipula (Vestiplex) cremeri
Tipula (Vestiplex) cremeri is een tweevleugelige uit de familie langpootmuggen (Tipulidae). De soort komt voor in het Oriëntaals gebied.